# Nazaria
Nazaria (n. 1697, Brașov – d. 1814, Mănăstirea Văratec) a fost o schimonahie română, prima stareță a Mănăstirii Văratec (1788–1814).
A fost canonizată ca sfântă de Sfântul Sinod al Bisericii Ortodoxe Române în ședința sa din 1 iulie 2025, cu titulatura „Sfânta Cuvioasă Nazaria de la Văratic” și prăznuirea în ziua de 17 august.